# Tebaida
|  | Per a altres significats, vegeu «Tebaida (desambiguació)». |

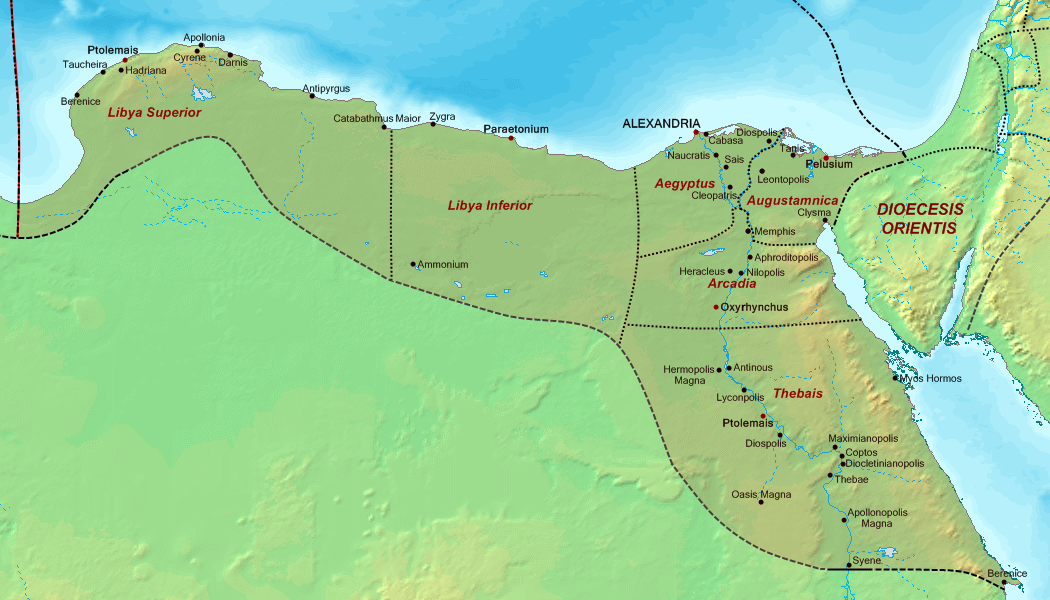
La Diòcesi d'Egipte, el 400 AD.

La Tebaida (en grec antic Θηβαΐδα, 'Thēbaïda' o Θηβαΐς, 'Thēbaïs') va ser una província romana que comprenia la zona de l'Alt Egipte (sense l'Egipte Mitjà).
Dioclecià la va crear l'any 293, i abraçava fins a Siene (Syene) o Aswan Núbia, al sud, fins a Hermòpolis Magna, al nord, fins a la mar Roja, a l'est (en part dominada pels blèmies), i fins al desert occidental, a l'oest. Formà part de la diòcesi d'Orient. La capital era Tebes, que li va donar nom. Apol·linòpolis Magna (Edfú) va ser la seva segona ciutat principal, després de Tebes. També cal esmentar Latòpolis, Ombi (Kom Ombo), Coptos, Denderah (Tentyra), Panòpolis, Siene i Hermòpolis.
La Tebaida romana incloïa generalment deu nomós del Antic Egipte, i la regien els nomarques. Plini el Vell esmenta onze nomós dins la Tebaida, i altres escriptors en mencionen fins a catorze.
Els deserts de la Tebaida eren poblats de llops, hienes i xacals. El cocodril hi era abundant llavors, però actualment n'ha desaparegut. La població es dedicava quasi al cent per cent a l'agricultura. Era egípcia però amb barreja amb elements nubians i semites. Va tenir una població nubiana important, que centrava els seus cultes al temple de Files dedicat a Isis.
Durant el període romà el país es va mantenir tranquil, i Tiberi va restaurar molts monuments. En temps de Dioclecià els blèmies i altres tribus de Núbia van envair la regió.
Amb l'emperador romà d'Orient Justinià I, estava dividida en Tebaida Superior (de Tinis o Abidos cap al sud) i Tebaida Inferior (la resta de la província). Les capitals es creu que eren Abidos i Tebes.
En època cristiana van sorgir al desert els primers eremites, com Antoni Abat (271) i monestirs com el que va erigir Pacomi de Tabenna. Aquest monestir es va convertir gairebé en el centre d'un orde religiós amb seu a Tabenna. Pacomi va morir l'any 346 i el va succeir Orasi, i després Teodor, que van mantenir el nivell monàstic. La seva germana va fundar un orde femení. Begol va fundar a Atripis un orde encara més extrem, en què els monjos es preparaven per viure com a eremites, però el seu successor Eshouldi va morir el 452 i l'orde es va dissoldre. Tot i així els ordes monàstics no van desaparèixer fins al 638, amb l'arribada dels musulmans. Llocs de recolliment com Nitria, Tabenna o Atripis desapareixerien en poc temps. La província de la Tebaida va deixar de ser una entitat administrativa per ser un nom regional que va substituir al nom "Alt Egipte".